# Château de Nanteuil
Le château de Nanteuil était un château médiéval et Renaissance, situé sur la commune de Nanteuil-le-Haudouin (Oise). Il est aujourd'hui détruit. Sont néanmoins conservés la plupart des anciens communs du château, ainsi que deux pavillons du jardin.

## Histoire
Le château de Nanteuil a une histoire riche et complexe depuis le haut Moyen Âge[réf. nécessaire], puisqu'il se situe sur la grande route de Paris à Soissons.

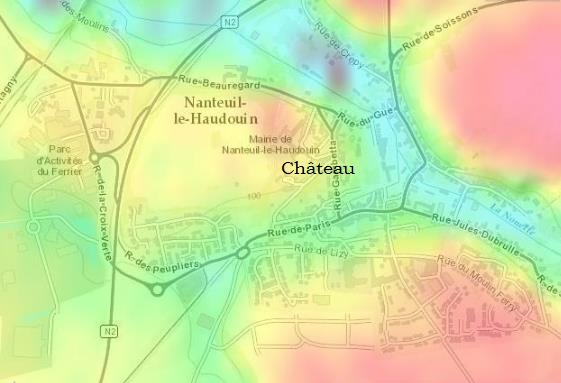
Topographie de Nanteuil.

### La maison de Broyes
Le comte Henri de Lenoncourt obtient de François Ier d'ériger Nanteuil en comté en 1543. Les rois François Ier et Henri II séjournèrent plusieurs fois à Nanteuil, et y signèrent plusieurs chartes.

### Les Guise (1556-1576)

#### François de Lorraine, duc de Guise
François de Lorraine, duc de Guise, acheta de force à la veuve du comte la terre et le comté de Nanteuil. Le connétable de Montmorency aida le duc de Guise dans la conclusion de cette affaire. Le contrat de cette vente forcée est de 1556, et donne le prix de cession, 260.000 livres. Or cette somme remboursait à peine les embellissements que le seigneur de Lenoncourt avait ajoutés au château.
Le duc de Guise y reçut Henri II, qui y tint quelques conseils d'Etat. Il reçut ensuite fréquemment le roi François II, où des amusements étaient préparés au jeune prince. Le duc de Guise résidait habituellement au château de Nanteuil.
Sur la fin de 1560, et après le colloque de Poissy, les Guise, voyant échouer leurs projets ambitieux, se retirèrent de la cour ; le duc de Guise, principal chef du triumvirat, établit au château de Nanteuil une espèce de siège de cette puissance association.

#### HenriIerde Guise
Henri de Guise, dit le Balafré, est le fils du duc de Guise. Il remit en 1576 au roi la terre et son château de Nanteuil et le pria d'en disposer. Le roi le garda deux ans, voulant en disposer en faveur d'une personne fidèle. Il en fit don à Gaspard de Schomberg, officier d'un mérite éprouvé.

### Les Schomberg (1578-1658)

#### Gaspard de Schomberg
Gaspard de Schomberg en fit sa résidence, et réalisa des augmentations au château, qui était déjà très vaste et très orné.

#### Henri de Schomberg
Henri de Schomberg posséda ensuite le comté et mourut en 1632. Il fit paver le bourg de Nanteuil, et acheva les deux pavillons du château qui n'avaient pas encore été terminés.

#### Charles de Schomberg
Charles de Schomberg est le fils du précédent, et lui succéda dans la possession du comté de Nanteuil. Il mourut sans enfants.

### Les ducs d'Estrées (1658-...)

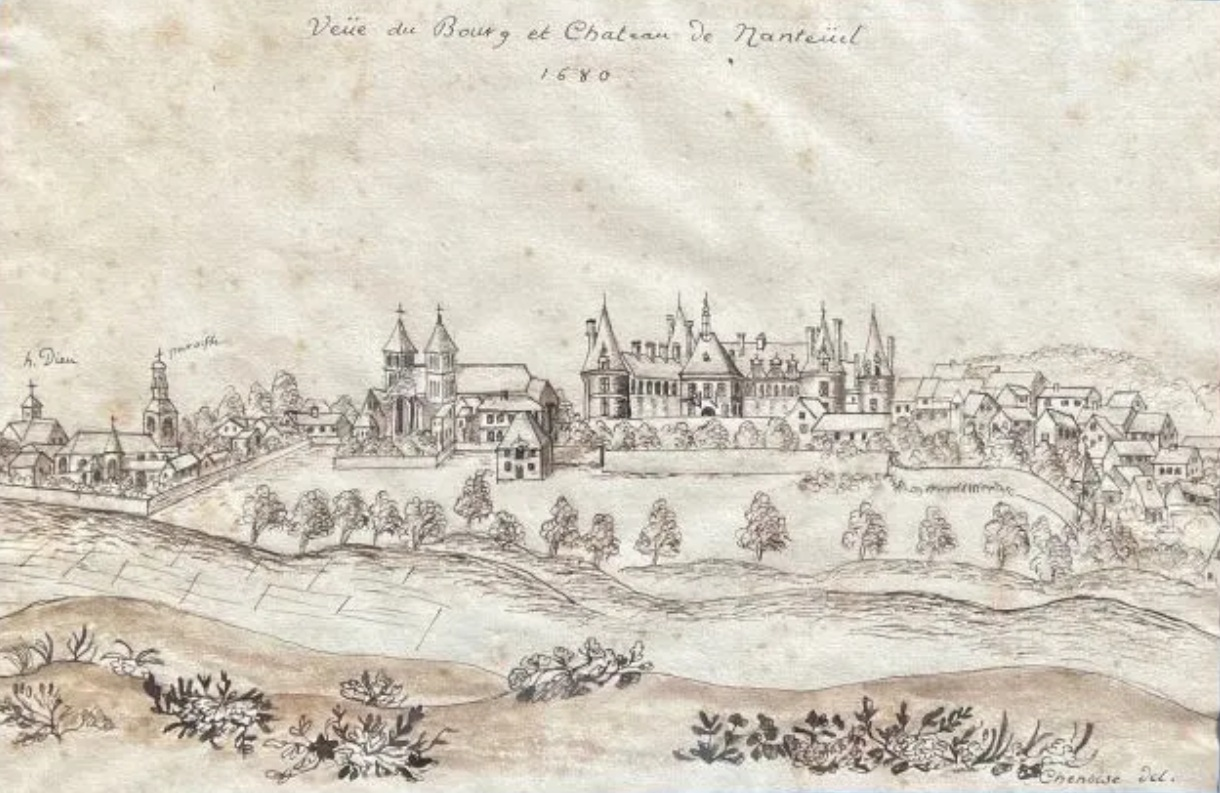
Dessin du village de Nanteuil avec le château vu du côté de l'entrée, 1680, par Chenoise

#### François-Annibal d'Estrées
En 1658, François-Annibal d'Estrées achète la terre et le comté de Nanteuil (dont le château) des sœurs de Charles de Schomberg, moyennant la somme colossale de 960.000 livres.

#### Jean II d'Estrées
Il est le fils du précédent.

#### Victor Marie d'Estrées
Le duc d'Estrées possède également le château, puisqu'il est le fils du précédent. Il consacre sa fortune à acquérir d'importantes collections d'objets d'art et de livres, ainsi que de cartes géographiques, qu'il accumule dans son hôtel, rue de l'Université (Hôtel de Noailles) et au château de Nanteuil. L'inventaire après décès du duc d'Estrées est dressé le 13 janvier 1738.
Plusieurs plans concordent pour prouver l'existence à cette époque d'un magnifique potager situé en contrebas du château et de l'église. Un pavillon axé au centre du Potager avait été édifié, à l'image d'une Grotte.

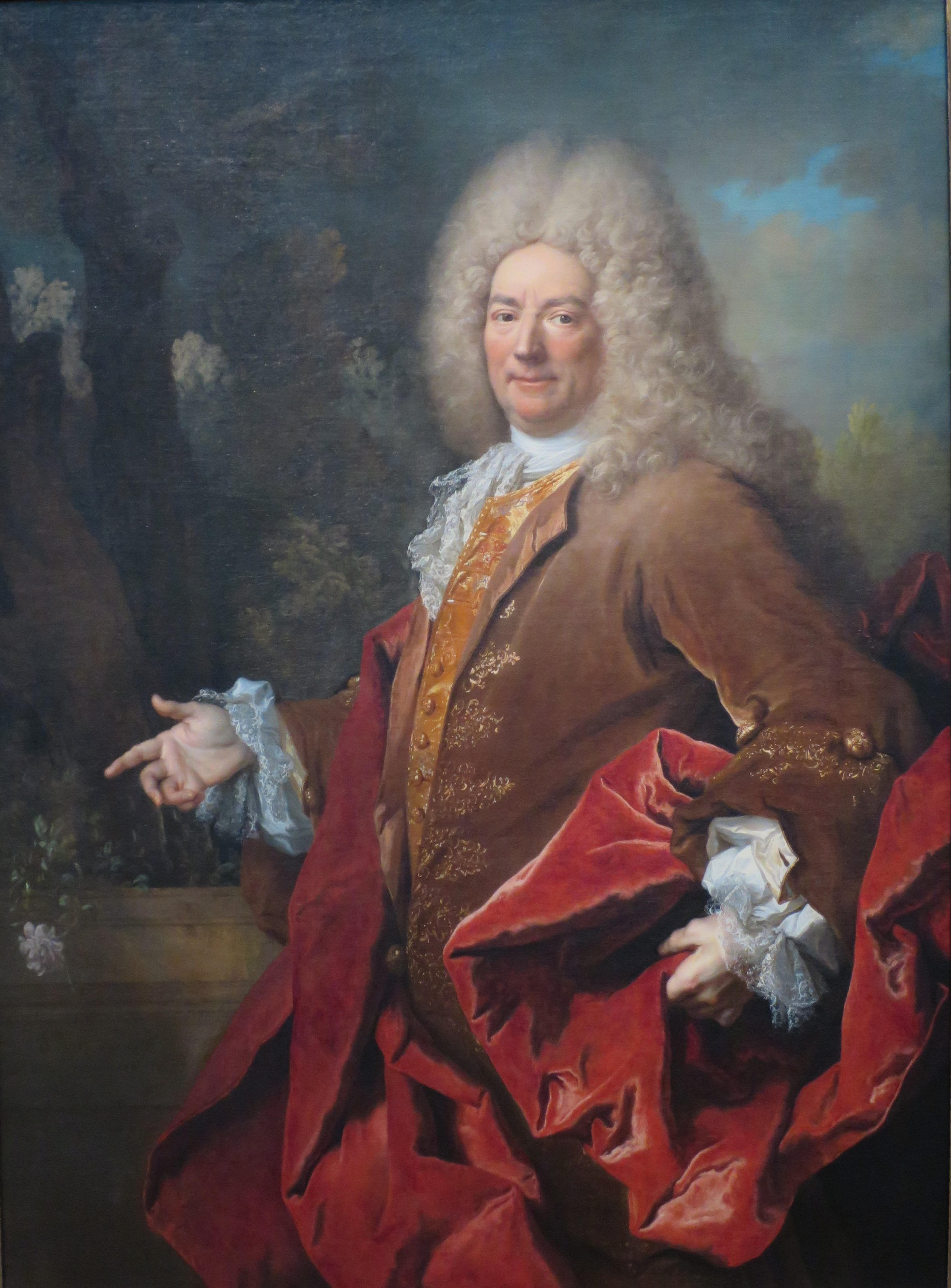
Portrait du duc d'Estrées, par Largillierre.
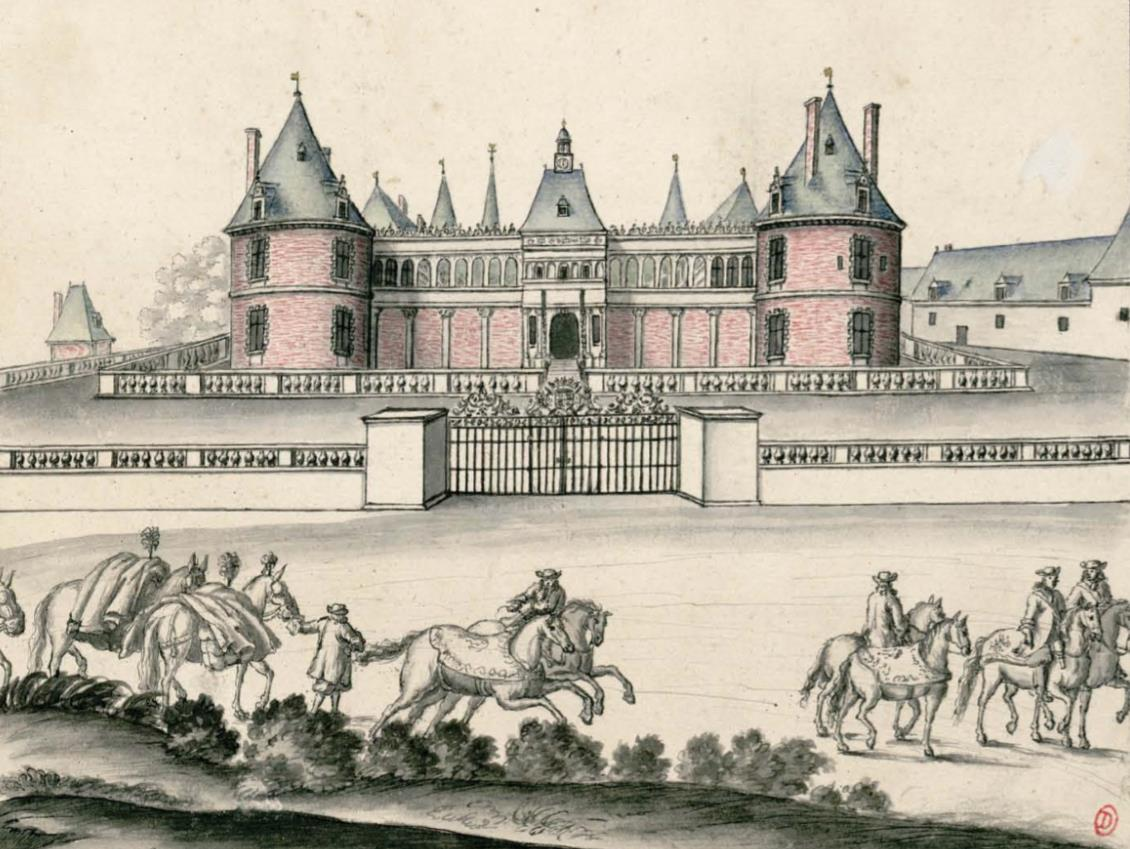
Le château de Nanteuil du côté de l'entrée, fin du XVIIe siècle, INHA.
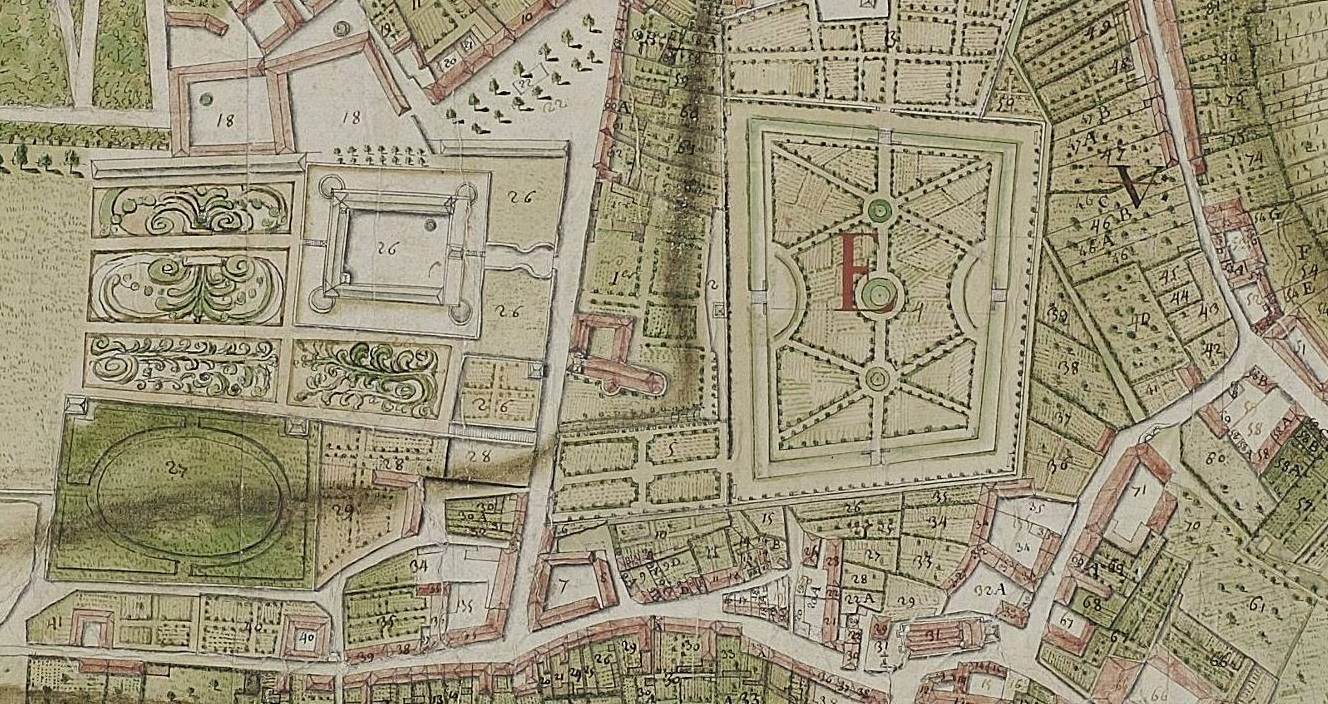
Plan de Nanteuil, avec le château et le potager, fin du XVIIe siècle.
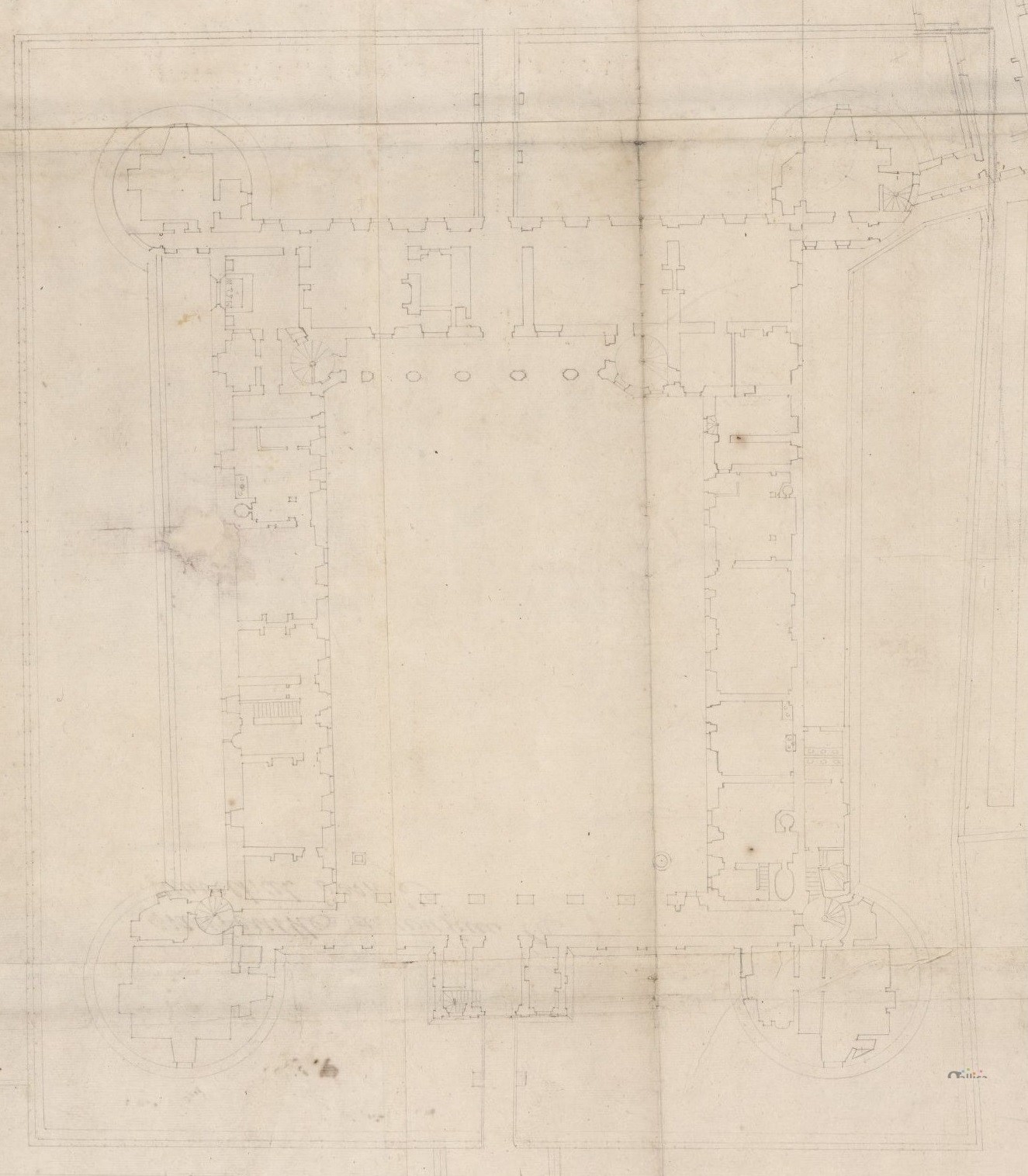
Plan du rez-de-chaussée du château de Nanteuil, BNF[3], vers 1720.
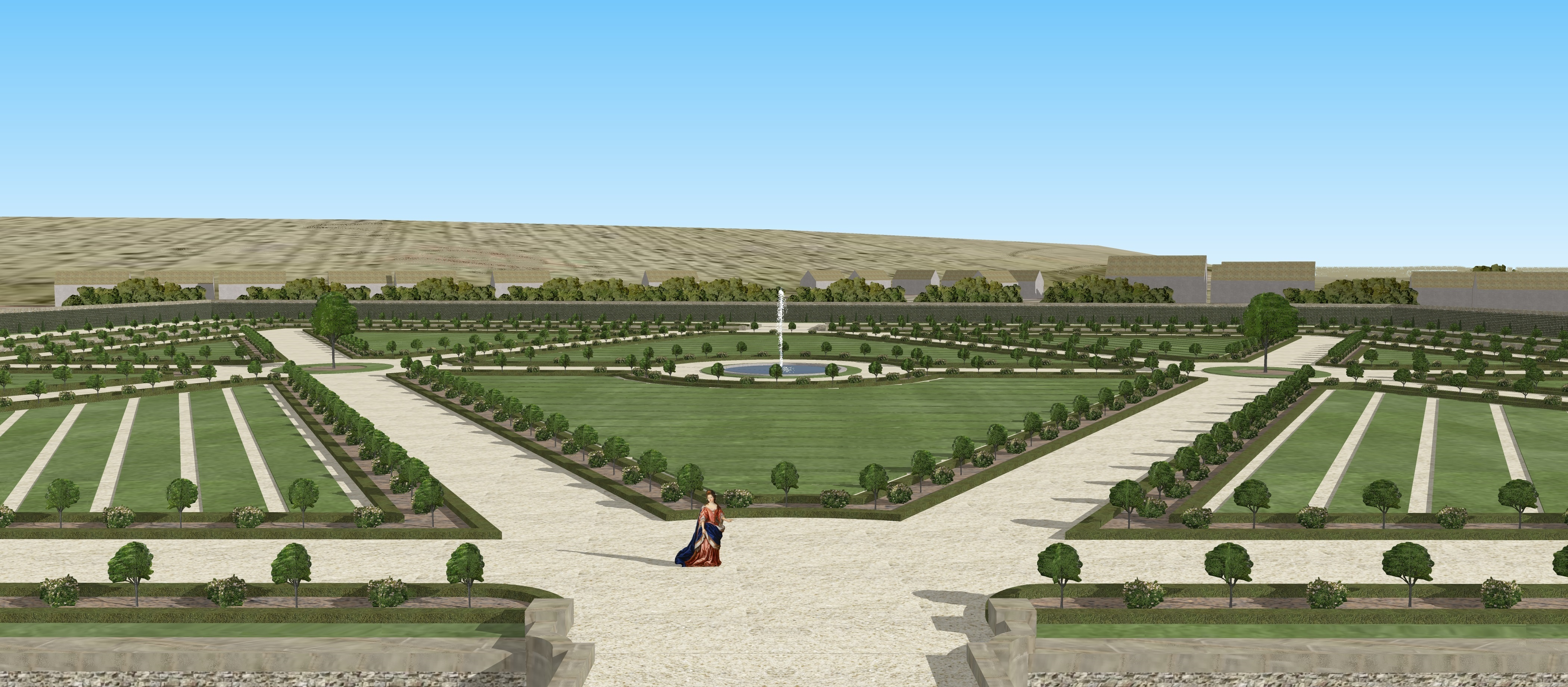
Restitution de la vue sur le potager du château de Nanteuil-le-Haudouin (Oise), depuis le premier étage du pavillon central, vers 1715

### Louis-Joseph Condé (XVIIIesiècle)
Au XVIIIe siècle, le prince Louis-Joseph de Bourbon-Condé (1736-1818) en devient propriétaire.

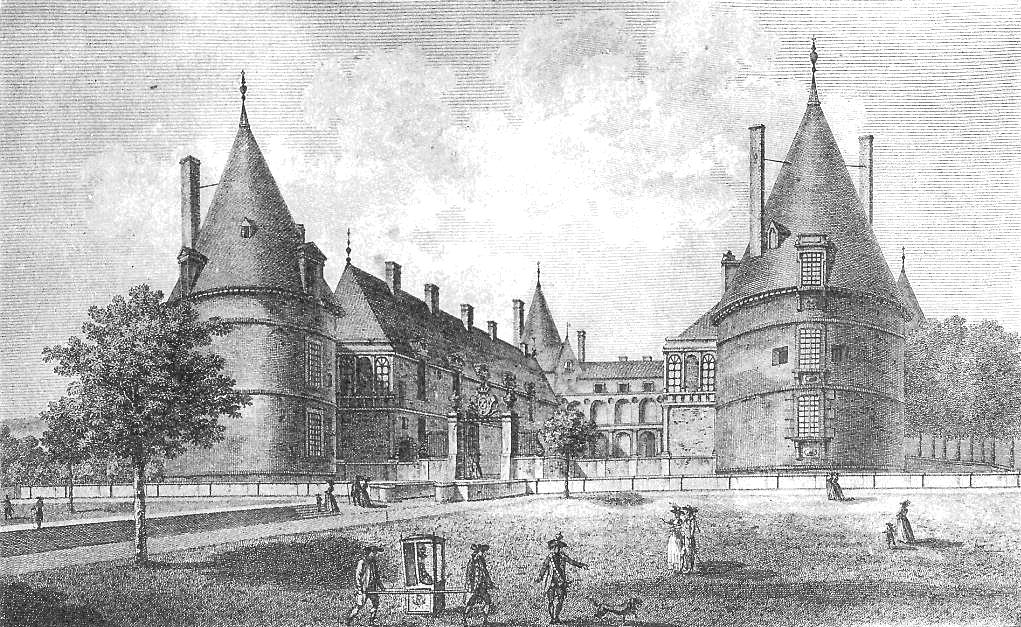
Le château de Nanteuil par Tavernier de Jonquières, seconde moitié du XVIIIe siècle.
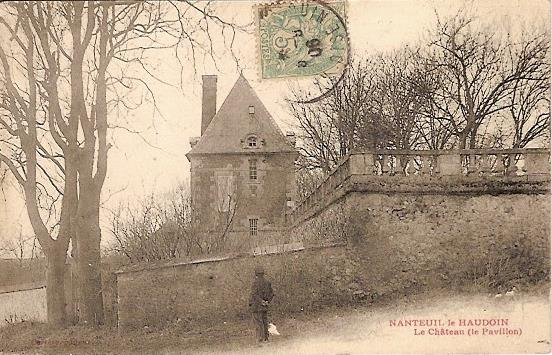
Vue de la terrasse du château, avec un pavillon dans le fond. Vers 1900.

### Déclin et destruction
Le château a été détruit en 1794. En effet, Louis V Joseph de Bourbon-Condé, prince du sang, royaliste réfugié à l'étranger n'avait pas obéi au décret de 1791 de l'Assemblée-nationale-constituante de la République qui ordonnait aux émigrés de rentrer en France avant le 1er janvier 1792, sous peine de mort et de confiscation de leurs biens. La démolition de leurs châteaux était une réponse de la République aux actions contre-révolutionnaires des Émigrés, adversaires de la jeune République française. Il fut l'un des premiers à quitter la France. Il émigra juste après la prise de la Bastille aux Pays-Bas puis à Turin[réf. souhaitée].
En 1817, une description du bourg de Nanteuil indique : « Le terroir de Nanteuil avait, avant la révolution, le titre de comté. Le château, qui faisait partie des domaines de M. le prince de Condé, a été démoli en grande partie, celle restante, avec le parc de 60 arpens, appartient aujourd'hui à M. Robinet, juge d'instruction au tribunal de Senlis. »[réf. souhaitée].

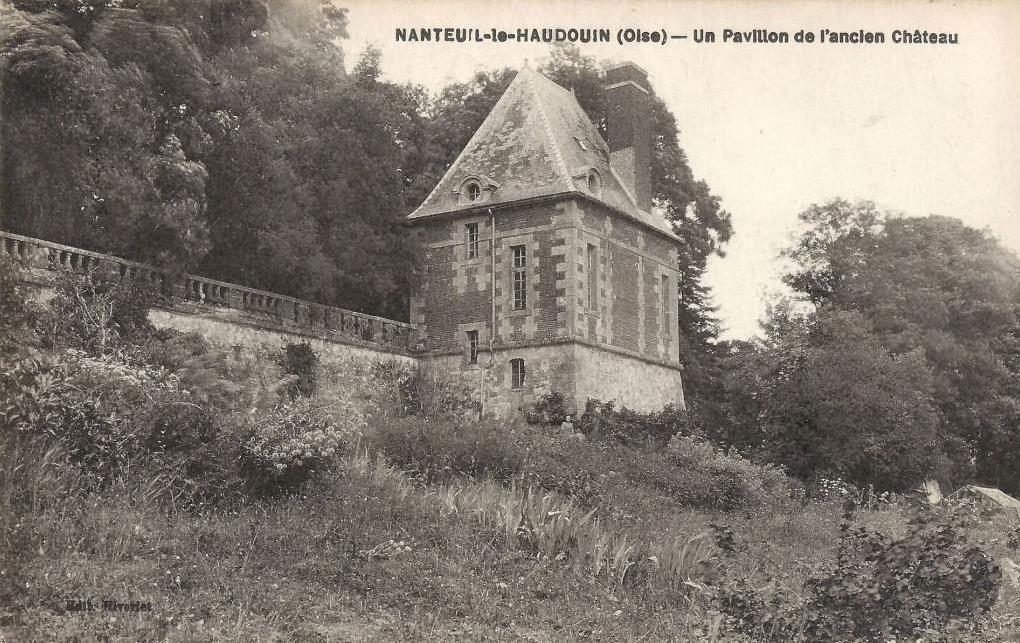
Un pavillon du château de Nanteuil, vers 1900.
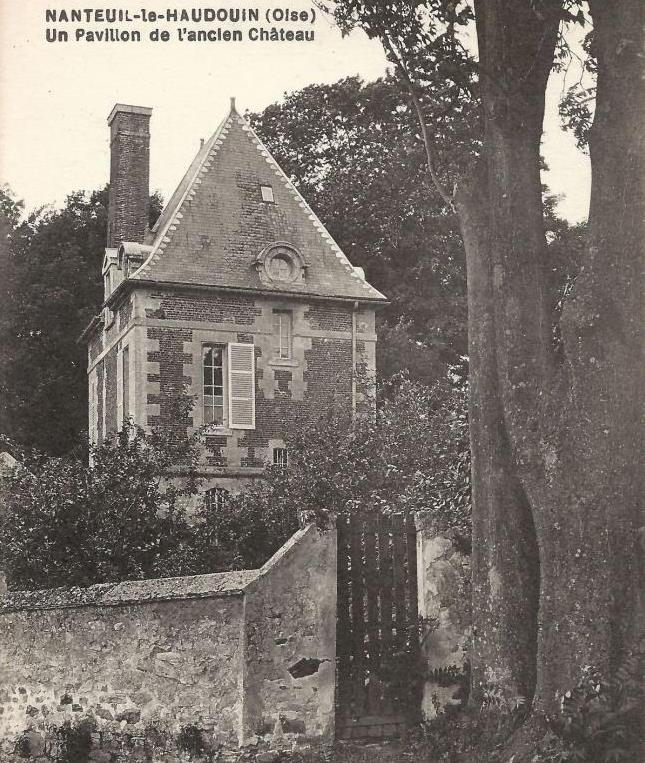
Vue d'un pavillon du château, vers 1900.
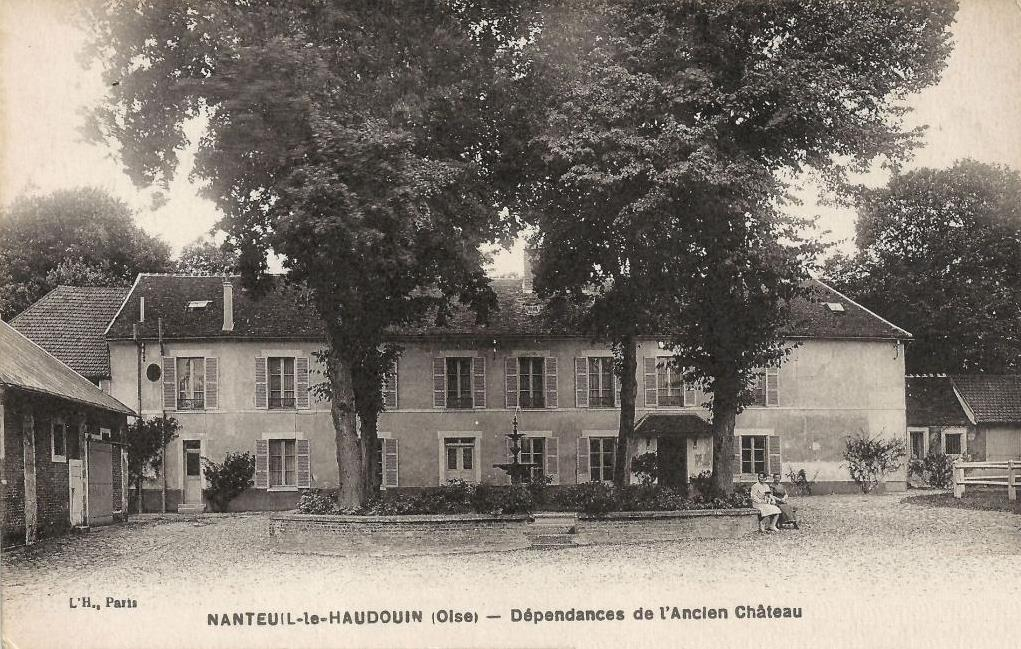
Dépendances de l'ancien château de Nanteuil, vers 1900.
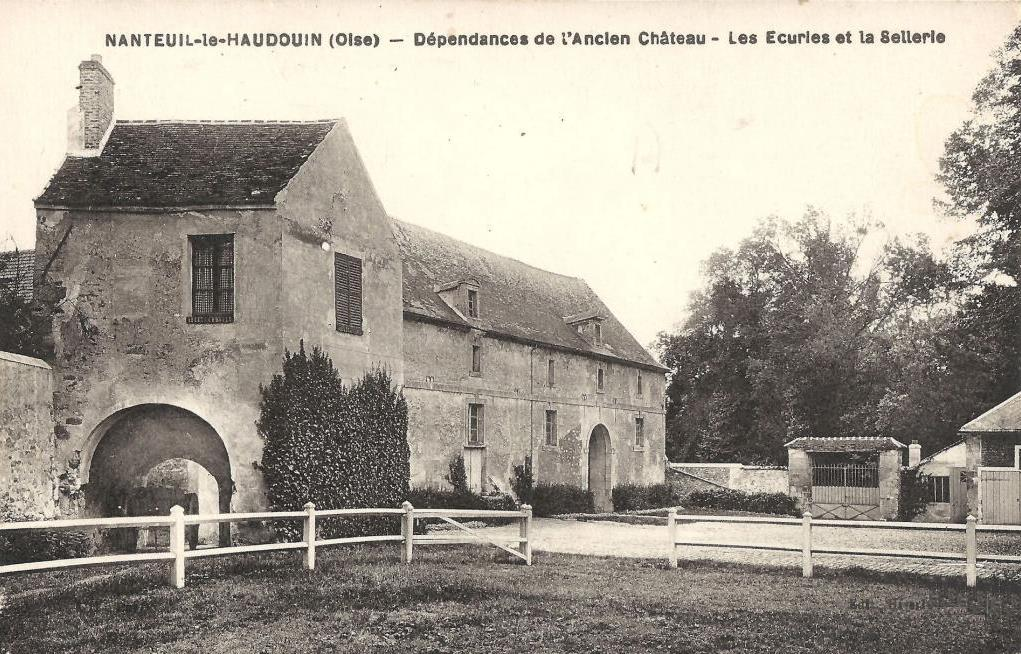
Les écuries et la sellerie, dépendances du château de Nanteuil, vers 1900.
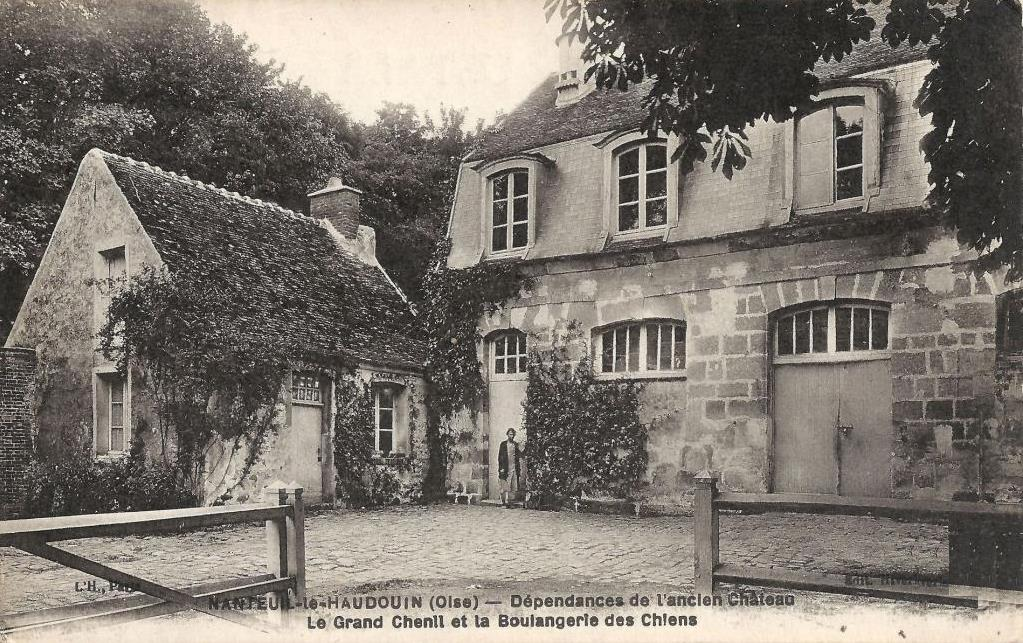
Le grand chenil et la boulangerie des chiens, vers 1900.
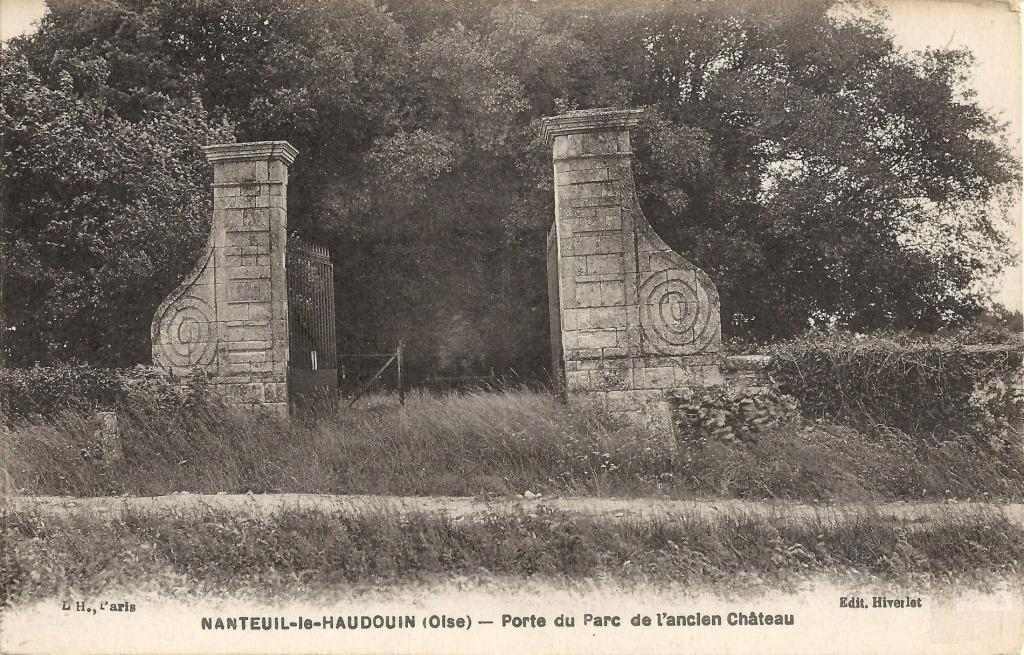
Porte du parc de l'ancien château de Nanteuil, vers 1900.
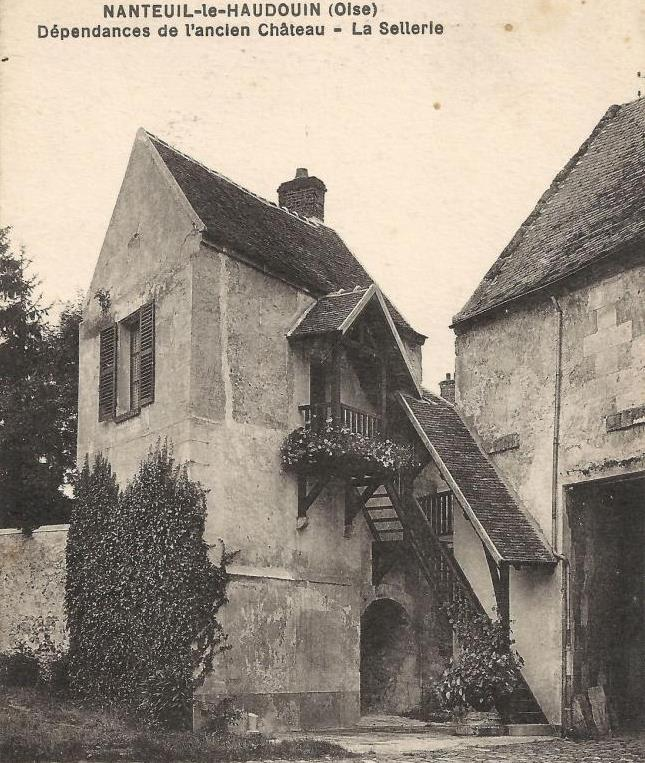
La Sellerie, dépendance du château de Nanteuil, vers 1900.

## De nos jours
Il reste 3, rue des Pavillons, deux pavillons de l'ancien château du XVIIe. Les façades et les toitures des pavillons et le mur de soutènement des terrasses les sont inscrits au titre des monuments historiques par arrêté du 20 janvier 1950.
En 2022, l'Association Histoire et Archéologie de Nanteuil-le-Haudouin a fait réaliser une restitution 3D du château de Nanteuil et de ses abords au début du XVIIIe siècle. Une visite virtuelle et augmentée est accessible depuis des bornes disposées dans Nanteuil-le-Haudouin.

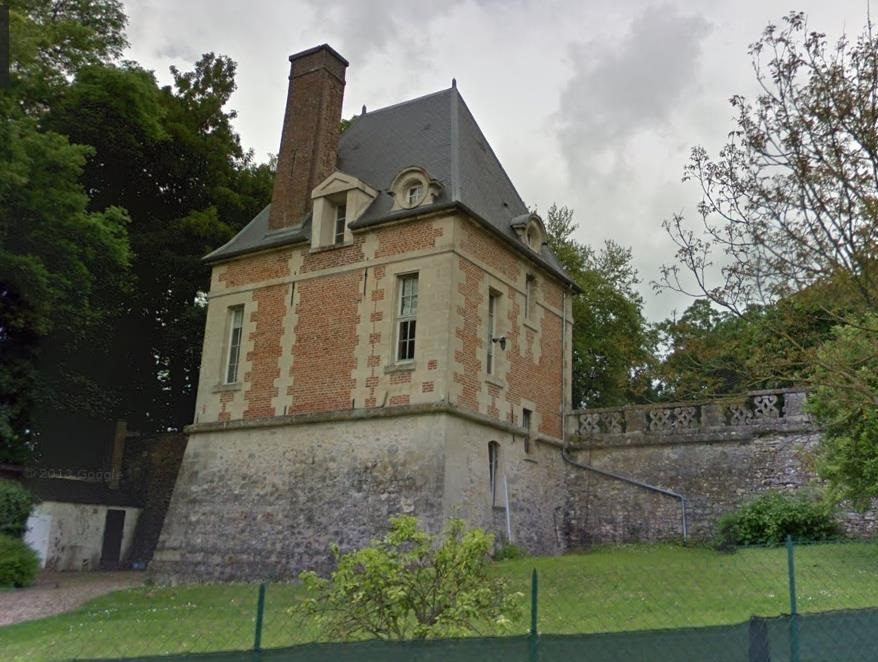
L'un des 2 pavillons conservés (celui le plus à l'ouest), avec vue de la terrasse, 2015.

## Sources et bibliographie
- J. A. Dulaure, Histoire physique, civile et morale des Environs de Paris, 1826, Tome V, p. 28 et suivantes[6].
- Louis Graves, Précis statistique du canton de Nanteuil-le-Haudouin, in: Annuaire de l'Oise, 1829. Publié à nouveau par les Editions Res Universis en 1991.
- Ernest Legrand, Histoire de Nanteuil-le-Haudouin, 1914. Ce livre a été réédité en 1988.
- Sous la direction d'André Coffin, Nanteuil-le-Haudouin au vingtième siècle, Société d'histoire et d'archéologie de Nanteuil-le-Haudouin, 2007.